# Radhi Jaïdi
Radhi Ben Abdelmajid Jaïdi (în arabă: راضي بن عبدالمجيد جعايدي) (născut 30 august 1975 în Tunis) este un fotbalist tunisian.